# 우리들에게 날개는 없다 애프터 스토리
우리들에게 날개는 없다 애프터 스토리(일본어: 俺たちに翼はない After Story 오레타치니츠바사와나이 아프타 스토리[*])는 2010년 7월 30일에 발매한 일본의 게임 회사 Navel의 작품이다.

## 개요
2009년 1월 30일에 발매한 Navel의 게임인 우리들에게 날개는 없다의 후속작이다. 기본적으로는 4명의 주인공 (타카시, 슈스케, 하야토, 요지)가 각각의 메인히로인과 이어진 후의 이야기이다. 그리고 엑스트라 시나리오에서는 그 이외의 뒷이야기 등이 숨어있다.
기본적으로 설명은 겟츄에서 가져왔지만 존재하지 않는 설명의 경우엔 기존 우리들에게 날개는 없다 항목의 소개를 가져왔음을 명시한다.

## 스토리
- 「그 후의 타카시」 - 본편 「하네다 타카시」편의 후일담
  - 와타라이 아스카는 본편 「하네다 타카시」편의 주인공인 하네다 타카시와 정식으로 교제하고 있다.
  - 진학 지망이지만, 벌써 추천 입학이 정해져 있으므로 수험 공부는 하고 있지 않다.
  - 최근의 고민은, 그렇지 않아도 괴짜에게 사랑받는 기질이었던 그이가, 괴짜 투성이의 레스토랑이나 크레이프 가게나 클럽이나 가이드에 다니게 되고, 한층 더 괴짜 투성이의 환경이 되어 버린 것.그리고 그 영향으로 스스로도 괴짜들과 관련될 기회가 증가해 버린 것.
  - 타카시의 순진함이 더 강해지지 않게, 당근과 채찍을 사용하는 태도로 교정에 노력하고 있다
- 「그 후의 슈스케」 - 본편 「치토세 슈스케」편의 후일담
  - 타마이즈미 히요코는 본편 「치토세 슈스케」편의 주인공인 치토세 슈스케와 교제하고 있다.
  - 직장에서는 주인공의 트레이너역을 계속하고 있어, 동료로부터 「애인에겐 달콤하다」 등이라고 생각되고 싶지 않은 마음때문에, 전처럼 엄격함을 발휘하고 있다.
  - 공공의 장소에서 남녀가 함부로 접촉하는 것은 파렴치한 행위로 간주하고 있기 때문에, 주인공이 남의 앞에서 손을 잡거나 팔장을 끼거나 하려고 할 때마다 소리를 질러 거절하고 있다.
  - 일상적으로 노망이 오는 슈스케에 대해서는, 태클걸기를 사용하는 것으로 대응하고 있다.
- 「그 후의 하야토」 - 본편 「나리타 하야토」편의 후일담
  - 오토리 나루는 본편 「나리타 하야토」편의 주인공인 나리타 하야토와 교제하고 있다.
  - 넓은 집에 살고 있지만, 가족이나 가정부가 없는 날은 반대로 너무 넓어서 불안하게 된다. 그래도 교제를 시작한 이래, 하야토가 가끔 불평하면서 와서 묵어 가게 되었다.
  - 「나리타 하야토는 한마리의 메스로 종같은 젊은이다 」라는 말로 여자 놀이에 눈을 뜨게 하려고 획책 하는 플레임 버즈나, 「나리타 하야토는 파국의 후치에 빠져 나중에 기미의 타천사가 되어서 되살아난다」라고 해 함부로 이연을 재촉해 오는 R-윙의 면면을 상대하게 되어서, 고군분투의 매일이다.
  - 그다지 능숙하지 않은 말을 하고는 하나 하나 자랑하는 하야토에 대해서, 의연히 「서투릅니다」의 한마디로 잘라 내버리듯이 하고 있다.
- 「그 후의 요지」 - 본편 「하네다 요지」편의 후일담
  - 하네다 코바토는 주인공인 하네다 요지와는 서로 이성으로서 의식하면서도, 남매로서 길러졌다는 이유로 냉정하게 거리를 재면서 자중하고 있다.
  - 그러나 너무 자중해 버려 , 오빠에 대해서도 낯가림 모드가 되어 버리는 것이 일상.
  - 최근 사촌끼리는 결혼할 수 있다고 하는 정보를 얻어 깜짝 놀라 기겁했다.
  - 오빠의 부조리인 누락에 대해서는, 학원의 선배로부터 체득 당한 태클기술 「 스톱입니다！」를 구사해 대응하고 있지만, 자주 잘못 쓰고있다.

## 등장인물
성우 표기는 게임상의 명의/실제 성우 활동명이다.

### 주인공
하네다 타카시 (羽田タカシ)
성우:川椰桜 / 시모노 히로
「이 창문, 열면 좋을텐데 말야, 하고. 왠지 기계 환기로는 공기를 순환시킨다는 느낌이 옅지 않아?」
본편 「하네다 타카시 편」의 주인공. 수험이 임박한 고3으로 좋게 말하면 냉정하고, 나쁘게 말하면 자기부정적. 타인과의 교류를 피하는 건 아니지만, 자신이 나서서 친구들 사이에 끼는 적극성은 없다.
치토세 슈스케 (千歳鷲介)
성우:이즈미 키쿠노스케 / 미우라 히로아키
「네네, 나쁜 일은 모두 치토세 슈스케 탓으로…라니, 자, 잠깐 기다려 주세요!」
본편 「치토세 슈스케 편」의 주인공. 등록제 아르바이트 등으로 매일을 제멋대로 사는 프리 아르바이터. 작중 레스토랑 「알렉산더」에서 아르바이트를 하게 된다.
나리타 하야토 (成田隼人)
성우: 縦溝精史 / 스와베 쥰이치
「안 좋잖아, 네 녀석. 밤 늦게 뭘 떠드는 거야. 이웃에 폐를 끼치잖냐, 이 자식. 아이들 깨버리잖아」
본편 「나리타 하야토 편」의 주인공. 육체노동 같은 일로 돈을 버는, 떠돌이같은 청년. 하드보일드를 동경하고 있지만 어딘가 자세가 잡히지 않는, 믿음 가지 않는 반쯤 미남.
이타미 카루라 (伊丹伽楼羅)
성우:빅뱅 헤이타 / 이나다 테츠
「사라져라. 왕에게 옥좌를 반환하라. 그 장소는 원래 나의 것이다」
자신을 이세계 「그레터갈드」의 국왕이라고 믿고 있는 광인(狂人). 언동은 정말 이야기 속의 왕족의 그것으로, 긍지가 높으며 위압적이다. 현대 사회의 논리나 상식을 이해하지 못해서 가끔씩 제정신이라고는 생각되지 않는 언동을 보인다. 또한 화의 “발작”이 찾아오면 정신 변형 상태에 들어가, 환각이나 피해망상에 쫓겨 공격적이 된다.
하네다 요지 (羽田鷹志);
성우:타카나시 아키라
「하-, 역시 인생은 즐겁게 사는 게 제일이네-. 아하하하하」
자주 소녀와 혼동되는 중성적인 외견이지만, 속은 장난을 좋아하는 개구쟁이 꼬마. 어린 여동생을 돌보는 일을 많이 했기에, 다른 사람에 대해 오빠처럼 행동을 하는 기질. 좋게 말하면 순수하고 어린애답고, 나쁘게 말하면 유치하고 금방 도피한다. 언동에 어린 면모가 드러나 있어서, 감정의 제어가 되지 않는다. 반면에, 혼나거나 싫어하면 깊게 상처입는다.
하네다 요지 (羽田ヨージ);
성우:유우키 타쿠토/요나가 츠바사
「자, 가자. 장미 색의 학원 생활이 우리들을 기다리고 있다」
해방감과 자신감이 넘치는, 자칭 상쾌한 청춘 보이. 좋게 말하면 자신감이 넘치고 유니크하며, 나쁘게 말하면 건방지며 뒤죽박죽이다. 무서운 것을 모르며 위대한 듯한 말투지만, 다른 사람을 깔보고 있는 것은 아니고 대등하다고 생각하고 있다.
자칭 「나 전혀 시스콘도 로리콘도 아니라니까?」

### 메인 히로인
와타라이 아스카 (渡来明日香)
성우:모리야 미소노 / 요시다 마유미
「뒤로 와, 빨리 와, 빨리 달라붙어……여기 보이지 않지」
학교 제일이라고 평가받는 미모와 대인 관계의 좋음으로 인해, 모든 남학생의 우상으로 군림하는 미소라 학원의 프린세스. 밝고 사교적이고 때에 따라서는 사랑스러운 순진함마저 느끼게 하지만, 행동거지는 당당하고, 특히 친한 친구의 집에서는 사람을 혐오하는 것을 대놓고 말하고 있다.
타마이즈미 히요코 (玉泉日和子)
성우:고교 나즈나 / 오노 료코
「아니요 남의 앞이라서 곤란하다고 할 뿐입니다. 두 사람이 있을 때는 얼마든지 해도 상관하지 않습니다」
고지식에 꼼꼼하고 시원한 성격의 소유자로, 장래희망은 소설가. 보통은 밝고 예의가 바르지만 생각이 딱딱해 융통성 없는 면도 있고, 감정이 표정에 잘 드러난다. 제복이 귀엽다고 소문이 난 레스토랑 「알렉산더」에서 아르바이트 중이다. 지독한 근시에다 난시인 탓에 공부나 독서를 할 때는 안경을 쓰지만, 사람 앞에 나설 때는 안경을 벗는다. 상대의 얼굴을 보면 말이 안 나오는 겁쟁이인 듯하다. "보통 여자 아이"이면서도, 타인에게서는 장난기가 없는 우등생과 같이 생각되기 쉽다.
오토리 나루 (鳳鳴)
성우:토노 란 / 고토 유코
「네, 괜찮잖아요. 그 정도 가지고, 임신할 리는 없잖아요」
마이페이스의 성격과 가벼운 언동으로, 주위에서는 종잡을 수 없는 성격이라고 한다. 말이 빠르지만 적당히 어절을 나누고 말끝을 당기는 등, 특징적인 입버릇을 가졌다. 성적은 좋지만, 유니크한 행동을 많이 해서 오히려 바보같아 보인다. 그 웃음 나오는 행동이 원래 순진한 것인지 계산된 것인지는 구별하기 어렵다. 본인은 본래 그렇다고 주장하지만, 6:4 정도로 나뉜 것으로 보인다. 그러나 본래는 침착성이 없는 성품으로, 한 번 따른 상대의 앞에서는, 잘 말한다.
하네다 코바토 (羽田小鳩)
성우:미나세가와 유이 / 마타요시 아이
「사촌이라고 해도 남매야, 전혀 이상하지 않아. 이상하다고 하는 사람은 머리가 돌은거야.」
공부를 좋아하고 말귀도 좋은 데다 솔선해서 집안일을 돕는다. 하지만 실패도 많다. 기본적으로는 순진하고 순수하고 천진난만한 소녀이다. 하지만 낯을 많이 가린다.  어렸을 적에는 오빠를 매우 좋아해서, 장래에 오빠의 신부가 되고 싶다고 생각했던 적도 있다. 지금은 비밀인 듯.

### 서브 히로인
야마시나 미야코 (山科京)
성우:타나카 리오 / 타카구치 유키코
「오늘은 문제 없어. 어쩐지 최근 몸 상태가 좋은 날이 계속되고 있어. 학교가 즐거웠기 때문에 세라토닌이 충분한건지도?」
자주 아파서 결석이 많아, 클래스에서는 존재감이 얕은 존재. 다만 넷상에서의 대인 교류는 풍부. 조울증이 있어, 엄청나게 말을 하지 않거나, 반대로 계속 소란스럽게 말하기도 한다. 집은 주택가 안에 있는 작은 담배가게. 자주 적막하게 가게를 보고 있다. 이상형은 내츄럴하게 "인간적인 조어"가 맞는 사람.
'우리들에게 날개는 없다'의 유일한 공략 가능 서브 히로인이다.
하야시다 미사키 (林田美咲)
성우:토노 소요기 / 오카지마 타에
「저것은 우연한 일이에요. 내가 타고 싶은 시간의 타고 싶은 차량의 타고 싶은 문이, 우연히 선배의 희망과 일치하고 있을 뿐. 합법적인거라고요.」
좋게 말하면 솔직하고 순정하며, 나쁘게 말하면 단순하고 겁쟁이. 확대 해석이 심하고 너무 생각해서 선의의 행동이 나쁜 결과가 되는 타입. 가족이나 친구 앞에서는 활발하게 떠들지만 학교에서는 앞으로 별로 나서고 싶어하지 않는, 눈에 띄지 않는 타입. 같은 반의 타마이즈미 히요코와 친하다. 하네다 타카시를 3년 가까이 짝사랑하고 있어, 친해지려고 하면서, 용기가 나지 않은 채 현재에 이른다. 이상형은, 상냥해서 포용력이 있는 연상의 남성.
타카우치 마사코 (高内昌子)
성우:아오이로 토우코 / 코마츠 유카
「하네다. 역시 그쪽이 눈에 들어온달까. 귀여운 캐릭터라든지 만들어 두는것도 순수하게 필요하면 좋을텐데 」
3학년 A반의 남자 학급위원이 타카시라면, 여자 학급위원이 타카우치 마사코. 남자에게도 교직원에게도 겁먹지 않는 발언력과 행동력으로 반 여자들의 보스같은 존재이다. 입도 험하지만 태도도 험하다. 덕분에 남녀불문 적이 많다. 하지만 자신은 전혀 신경쓰지 않고 있다. 최근에는 "모에"라고 하는 개념을 공부중이지만, 전혀 이해하지 못하는 듯.
모치즈키 키나코 (望月紀奈子)
성우:우에다 하루코 / 타카하시 치아키
「좋은 것 , 여자 아이의 느낌은 언제라도 딸기에 있어」
재수중인 예비 학생. 학력이 낮으면서도 지망 학교의 레벨이 높다. 수험 공부와 동시에, 수험료를 벌기 위해 레스토랑 「알렉산더」에서 아르바이트에 힘쓰고 있다. 명랑하고 마이페이스이며 낙천적인 성격으로 기본적으로는 성실하고 온화하지만 주위에 이상한 사람들이 많은 알렉산더에서 애교도 보이는 붙임성도 동시에 지니고 있다.
히노 에리코 (日野英里子)
성우: 오오하나 돈/ 아사이 키요미
「나의 시대가 왔어」
레스토랑 「알렉산더」에서 웨이트리스로 아르바이트 중. 같은 직장의 히요코와는 사이가 나쁜 지, 충돌할 때가 많다. 말하고 싶은 건 말하는 성격에다, 말버릇도 심하게 난폭하다. 하지만 무드 메이커이기도 하다. 덜렁대는 성격에 귀찮아하는 면이 있지만 의외로 성실하고 노력가인 면도 있다. 완전히 미팅에 불리지 않게 되었지만, 본인 왈 「역시 인기있는 사람은 동성에게 답답해하지」.
요네다 유우 (米田優)
성우:이무라야 호노카 / 하기와라 에미코
「불필요한 도움입니다. 나는 전혀 캐릭터가 얕지 없습니다, 주위가 너무 깊을 뿐입니다」
밝고 허물 없는 성격의, 패션 잡지 편집자. 사회인 2년차로 실수도 약간 일으키지만, 근무 태도는 성실하고 양호하다. 연하인 주인공에게는 여유 있는 연상의 태도를 취하지만, 그건 약간 계산된 행동이고 같은 연대의 동료나 친구에게는 역으로 놀림당하고 허둥대는 타입. 학생시절은 코스프레나 동인지 쪽을 취미로 하고 있었다. 현재도 은밀하게 체크하고 있는 모양이다. 이상형은 서로를 드높이는 사람.
코다 아이 (香田亜衣)
성우:사와무라 카스미 / 나카지마 사키
「다음의 약속이 있다는거군요. 에에, 그 사이에 계속 뭘 하지?」
순진하고 겁이 없으며 붙임성이 좋은 성격이지만, 도가 지나쳐서 상대에 따라서는 건방지고 친압하다고 생각되기도 한다. 하지만 진심으로 미움받는 타입은 아니다. 무리해서 명문 여학교로 들어갔지만 학업을 따라가지 못해 후회하고 있다. 지각이나 결석이 많고 어두워질 때까지 번화가에서 놀 때도 많다. 하지만 근본은 제대로 되어 있어서 불건전한 놀이를 하지는 않는다. 적어도 연애 이외의 청춘을 보내기 위해서, 최근에는 아르바이트나 서클 활동을 검토하고 있다. 이상형은 강함과 상냥함을 겸비한 사람.
카스가 하루에 (春日春恵)
성우:미츠바 / 오오츠다 히로미
「남자와 여자에게 관련되지 않고, 사람과 사람이 연결된다면, 어떻게 하든 귀찮은 것들은 붙어 도는 것 이겠지」
이동식 크레이프 가게 「펄 크레이프」를 홀로 운영하는, 인정이 두텁고 시원한 성격의 젊은 여점주. 말은 거칠고 성미도 괄괄하지만 주변을 잘 돌보는 성격으로, 연하나 동년배에게 「펄 누님」이라고 불리며 사랑받고 있다. 어조는 아줌마 냄새가 나지만, 취미는 소녀 풍. 옷도 자동차도 휴대 전화도 모두 핑크색. 이상형은 저돌적인 남자.
앨리스 (アリス)
성우:사사 루미코 / 아오키 사야카
「나는 곤란하다, 그렇게 적당한 것은 당신의 인생만으로 충분하다」
주인공이 번화가에서 자주 만나는, 금발 벽안의 이국 소녀. 일본에 주재하는 외교관의 딸이며, 어른과 대등한 입장에서 말하는, 어른처럼 행동하는 아이. 일본어 실력은 단어는 많이 알고 있으나 문법이 약해서 지리멸렬하다. 어른들과 대등하게 이야기 하고 싶어하는 어른티가 나는 아이씨이지만, 아직도 근처에서 항상 놀이상대를 찾고 있는 아이. 이상형은 자신과 같은 레벨로 이야기할 수 있는 신사.
킷카와 아키라 (吉川あきら)
성우:아오야마 유카리 / 토모나가 아카네
「우리가 있었기 때문에, 방도 따뜻해요」
하네다 코바토의 친구. 성씨는 「킷카와」이지만, 별명은 「요시카와」씨 (일부에는 본명이라고 생각되고 있다). 정숙하고 주장이 적은 성격으로, 학원에서는 코바토와 함께 교실 구석에서 작아져 있는 타입. 나이에 비해 어른스러운 조용함이나 바른 성품을 체득하고 있지만, 지식 면에서는 아직 어린이다. 연상의 남성에게 호의를 품는 나이로, 코바토의 오빠에게도 비밀스럽게 마음을 두고 있다. 이상형은 하네다씨의 오빠.

### 남성 서브 캐릭터
하리우 쿠로우도 (針生蔵人)
성우:鳩万軍曹 / 카와하라 요시히사
「말하지 마라, 미술가 따위가 내 문학을」
「오토리 카케루」와는 견원지간으로, 독선적에 협조성이 결여된, 품행불량의 문제아. 학력은 전국 톱을 다툴 정도로 높지만, 1년을 유년하고 있다. 호기심과 탐구심에 젖어 있어서, 항상 새로운 지식이나 정보를 추구하고 있다.
사쿠야 (咲夜)
성우:츠키시로 아야토 / 미야케 켄타
「잠깐 묻고 싶은 게 있는데~, 당신 오토리 카케루와 친구~?」
R-윙 정통파 간부. 선악은 자신의 가치관으로 결정한다고 공언하며 거리낌이 없는 다루기 곤란한 자.
오토리 카케루 (鳳翔)
성우:十利須我里 / 히노 사토시
「어떨까. 세상 속에는 호랑이의 위엄을 빌리고 싶어하는 여우가 많다는 거 아니겠어-?」
「치토세 슈스케 편」의 무대, 레스토랑 「알렉산더」의 단골. 「나리타 하야토 편」의 히로인 「오토리 나루」의 오빠이기도 하다. 「하리우 쿠로우도」와는 견원지간으로, 붙임성 없고 무슨 일에도 무관심한 성격. 말과 행동에도 패기가 없고, 항상 귀찮다는 듯이 하고 있다.
카루베 카루오 (軽部狩男)
성우:堀畑靖 / 이시카와 히데오
「흥, 그게 어쨌다고. 남자는 몇 살이 되든 여체를 앞에 두고서는 모두 중2로 돌아가는 법이다」
「치토세 슈스케 편」의 무대가 되는 양식 레스토랑 「알렉산더」 하나미즈키 거리 점의 지점장이다. 통칭 마스터. 변인(變人), 익살, 호색, 초연(超然)하여 어떤 일에도 움직이지 않는다. 차분하게 가라앉은 저음의 목소리를 내지만, 목소리에 맞지 않는 품위 없는 농담만 한다. 하지만 틀을 벗어난 언동은 대개 계산한 결과로, 천연 바보는 아니다. 오히려 좋은 사람.
LR2001
성우:사사모토 마사유키
「That's right, 우리들의 scale은 사실같은 거에는 구속되지 않아! You see?」
사설 자경단 “야나기하라 플레임 버즈”의 간부. 힙합 계의 스트리트 갱. 본명은 “左右田仙一 (Sauda Senichi; 사우다 센이치)”. 자칭 “로스앤젤레스에서 자란 진성 갱”. 하지만 그에 비해서는 영어가 이상하다. 본인의 얘기에 따르면, future의 vision은 dope한 lyrical murderer가 되어 real로 make money & catch the dream하는 것.
티케돈 (チケドン)
성우:Skay bay Dan / 타나카 카즈나리
「우왓-!? 왔다왔다, 재밌어졌잖아!」
사설 자경단 “야나기하라 플레임 버즈”의 간부. 레게 스타일의 남국계 해피 맨. 본명은 “島袋浩 (Simabukuro Hiroshi; 시마부쿠로 히로시)”. 정말로 담배를 좋아한다. 너무 좋아해서 담배를 빨면 바로 기분이 고양하는 듯 하다. 동양종교학에 조예가 깊고, 너무 깊어서 가끔 불상같은 것의 환각이 보이는 듯 하다.
바니D (バニィD)
성우:我妻鉄生 / 호리이 챠도
「안녕하심까-! 잘 부탁, 좋은 밤~! 에·에·에, 잠깐 질문 괜찮슴까」
사설 자경단 “야나기하라 플레임 버즈”의 간부. 현역 학생으로 야나기하라의 츠루오카 공고에서는 (싸움으로) 알아주는 듯 하다. 본명은 “土門大輔 (Domon Daisuke; 도몬 다이스케)”. 하지만 휴대폰 소설로 울거나 하는 순수한 면이나, 매일 가라테의 연습을 쌓거나 후배 신경을 써 주는 등 좋은 면도 있다.
에이지 (エージ)
성우:타가사코 도루코
용달사 하야토에게 일을 가져다 주는 불량 청년. 하지만, 이것도 저것도 제대로 된 일은 아니어서 이미 하야토는 상대도 해 주지 않는다. 주 수입원은 도박이라고 자칭하고 있지만, 실제로는 원조교제 상대(풍속점 근무)에게 받는 용돈으로 생활하고 있는 모양.
모리사토 카즈마 (森里和馬)
성우:코이케 타케조 / 오기하라 히데키
「바보 나리타, 네 몇 안 되는 친구가 일부러 응원하러 달려왔다고-? 조금은 감사하란 말이다-?」
미소라 학원 3학년 H반(성적 부진아를 모아놓은 특별 학급)에 소속한 분위기 메이커. 있는 곳의 분위기를 올리려고 솔선해서 떠드는 피에로 기질이지만, 너무 열심히 떠들어서 허탕을 치는 경우도 많다.
「하네다 타카시」와는 다른 반이지만 몇 안 되는 학교 내 친구이고, 또한 「나리타 하야토」와는 밤의 번화가에서 가끔씩 만나서 말다툼을 하는 친구이다.

## 노래
- Cross Illusion (OP)
  - 작사 : 니시마타 아오이  작곡 : 앗쵸리케  노래 : 미사토 아키

- migratory bird (ED)
  - 작사 : 니시마타 아오이  작곡 : 앗쵸리케  노래 : jina

## 제작진
- 기획·시나리오
  - 오쟈쿠손
  - 히가시노스케
- 캐릭터 디자인·원화
  - 니시마타 아오이
- 음악
  - 앗쵸리케
- 그래픽
  - 사이토 요코
  - 아메
  - 타케폰(たけぽん)
  - 마키
  - 유우
  - 依織
  - 수면+No,4
- 배경
  - 아라곤(あらごん)
  - 美峰
- 디렉터·프로그램
  - Ellefin
- 스크립트
  - 모리바야시 아키라
  - 히가시노스케
  - 오쟈쿠손

## 같이 보기
- Navel - 제작사
- 우리들에게 날개는 없다 ~Prelude~ - 본편의 1년 전 이야기
- 우리들에게 날개는 없다 - 이 게임의 본편